# مائوریتسیو کاساگرانده
مائوریتسیو کاساگرانده (ایتالیایی: Maurizio Casagrande؛ زادهٔ ۴ نوامبر ۱۹۶۱) بازیگر اهل ایتالیا است.
از فیلم‌هایی که وی در آن نقش داشته‌است، می‌توان به توریست اشاره کرد.